# 阿提米塔的阿波羅多羅斯
阿波羅多羅斯（希臘語：Ἀπολλόδωρος）,生活於西元前一世紀，是希臘作家。
阿波羅多羅斯曾寫過一部有關安息歷史的四卷著作（《Parthika》），並被後來的斯特拉波和阿特納奧斯所引用。斯特拉波認為阿波羅多羅斯的資料相當可靠，阿波羅多羅斯很可能利用阿提米塔和塞琉西亞所保藏的檔案來作為她著作依據。斯特拉波在描述在巴克特利亞的希臘人時保留了阿波羅多羅斯的殘篇：
|                    | 那些在巴克特利亞獨立的希臘人，在這個富饒的國度很快的變得相當強盛，主宰的領土不僅包含阿利亞，還遠至印度。就像阿提米塔的阿波羅多羅斯所說的，他們降服的部族超過亞歷山大時所降服的，尤其是米南德，有些部族是他親自降伏，其他部族的是在德米特里時，他是巴克特里亞國王歐西德莫斯之子。他們所占領的土地不只到巴達利拿（Patalena）一帶，還甚至連綿到海岸，包括索拉什特拉和信德的那些國家。總之，阿波羅多羅斯說那些巴克特利亞人所擁有的阿利亞不過是全部領土的一個小陪襯，他們的領土甚至遠到與絲國和弗林尼相接。 |
| ——斯特拉波 11.11.1 | |